# Shadowgun
Shadowgun es un juego de disparos en tercera persona, desarrollado y publicado por Madfinger Games para iOS y Android. Desarrollado haciendo uso del motor Unity 3D.

## Jugabilidad
En Shadowgun, los jugadores utilizan controles virtuales en la pantalla para controlar al protagonista, John Slade. En los controles de lado izquierdo se encuentra un stick analógico para controlar el movimiento, al del lado derecho los botones de acción e interacción con el entorno. Un componente importante en Shadowgun‍  es su sistema de cobertura, el cual permite cubrir al personaje de ser necesario, puede usar una pared para evitar el fuego enemigo y disparar en el momento oportuno.
En cada nivel hay oculto un logo de shadowgun el cual desbloquea información que se puede consultar en la pantalla principal del juego.

## Historia
El juego está situado en el año 2350, cuándo las empresas intergalácticas corruptas han logrado hacerse de gobiernos equivalentes, atacando planetas distantes para sus recursos y operar fuera de las Leyes de Federación Planetaria. La más potente es la industria Toltech, la cual controla el 75% de los recursos de la galaxia. Cazadores de recompensas y mercenarios trabajan para las corporaciones y los gobiernos planetarios, prestando sus servicios al mejor postor, independientemente de la misión. Estos se hacen llamar los "Shadowguns".
Cuándo el juego empieza el jugador asume el papel de John Slade, un renombrado Shadowgun, que es enviado por Toltech con el objetivo de encontrar al Dr. Edgar Simon, un bio-ingeniero anteriormente empleado por Toltech quién ha robado una serie de muestras genéticas. Simon se ha ubicado en el planeta Eve, y Toltech lo quiere de regreso vivo o muerto, pero preferentemente vivo. Slade se dirige a Eve en su buque "the Rook", anticipando que la misión será fácil. Aun así, cuando entra en la atmósfera de Eve, su nave de aterrizaje es golpeada por un misil no detectado previamente. Se estrella abandonado cerca de minas abandonadas, en su nave su androide S.A.R.A (Sentient Android Registered Assistant en inglés) le informa que no puede escanear el planeta. Entonces el Dr. Simon sabe que Slade ha llegado.
Inmediatamente, Slade es atacado por mutantes. Después de matarlos, recolecta muestras de tejido y se las envía a S.A.R.A, quien le dice que la instalación está emitiendo un camuflaje que evita su exploración por lo que ella es incapaz de rastrear el paradero de Simon. Slade se dirige a destruir la torre de camuflaje utilizando una excavadora. S.A.R.A le informa a Slade que los mutantes son en realidad nativos del planeta genéticamente modificados. Se dieron cuenta de que Simon estaba realizando experimentos genéticos con los indígenas.
Slade procede con facilidad, luchando contra mutantes a medida que avanza. Finalmente encuentra a Simon en una mesa de operaciones con el cerebro removido. Slade es entonces atacado por un robot gigante al cual le colocaron el cerebro de Simon. Slade Huye y es contactado por Toltech, quiénes le dicen que quieren el cerebro de Simon a toda costa. Mientras Slade persigue a Simon se da cuenta de que Simón estaba en la superficie del planeta Eve desde que era empleado de Toltech, y que sus investigaciones genéticas habían sido financiadas por ellos a fin de poder obtener un ejército de mutantes. Pero Simon llegó a verse como un dios entonces mató a su equipo y creó a los mutantes para sí mismo. Finalmente Slade destruye a Simon, y se le da al jugador a elegir entre recuperar el cerebro de Simon para entregarlo a Toltech o destruirlo empujando al robot. Si recupera el cerebro, el juego termina con Toltech agradeciéndole a Slade y diciéndole que su cuota ha sido pagada; de lo contrario si destruye el cerebro, Slade le dirá a S.A.R.A que Toltech irá por ellos, pero aun así se irá de vacaciones.

## Expansión
El 21 de diciembre de 2011, un paquete de expansión, titulado Shadowgun: The Leftover, fue liberada para la versión de iOS. La expansión añadió cuatro niveles nuevos puestos después de los acontecimientos del juego original, se añadió la habilidad de rodar, modificar la dificultad y mejoras gráficas para el menú principal. La expansión fue liberada para Android el 28 de enero de 2012.
En 2012, un spin-off, llamado Shadowgun: Deadzone fue lanzado en la App Store y en Google Play. El juego no era una secuela de Shadowgun, si no que era un juego multijugador con mejoras gráficas.

## Recepción
Shadowgun ha recibido críticas positivas a pesar de tener ciertos bugs que permitían salir del mapa al jugador hacia una caída infinita en cualquier versión. La versión de iOS obtuvo un puntaje de 72 de 100 en Metacritic.